# Yvette Nicole Brown
Yvette Nicole Brown (East Cleveland, Ohio, 12 de agosto de 1971) es una actriz estadounidense. Se le conoce sobre todo por tener uno de los papeles principales en la serie Community, aunque ha aparecido en numerosas ocasiones en anuncios y otros programas de televisión como Malcolm in the middle y That's So Raven. Tuvo un papel recurrente como Helen Ophelia Dubois en la serie de Nickelodeon Drake & Josh, así como invitada en la serie Victorius y realizando unas breves apariciónes en películas, como La isla, siendo una enfermera y en la película Avengers: Endgame como una empleada de S.H.I.E.L.D. de los años 70; revelando que no se dio cuenta de que realmente estaba en Endgame hasta que vio la película.
También ha actuado en anuncios para Hamburger Helper, Big Lots, Pine-Sol, The Home Depot, Aquapod, Shout, Fiber One Yoplait Yogour, DiGiorno Pizza, Dairy Queen y en algunos spots de la empresa Time Warner, además de tener una aparición en la serie Game Shakers como conductora.

## Primeros años
Yvette Nicole Brown nació el 12 de agosto de 1971 en East Cleveland. Se graduó en la Warrensville Heights High School en 1989. También cursó ciencias de comunicación en la Universidad de Akron y se graduó con su Bachillerato en Artes de la Comunicación en 1994. Después de graduarse, tomó clases de actuación en Hollywood, Los Ángeles.

## Vida personal
En 2020 respaldó e hizo campaña por Elizabeth Warren en las primarias presidenciales del Partido Demócrata.
En 2022, Brown trabajó con VoteRiders en una campaña para ayudar a educar a las personas sobre los requisitos de identificación de votantes locales para que los votantes elegibles no fueran rechazados en las urnas.

## Controversia
En mayo de 2023, Brown provocó una reacción violenta en las redes sociales cuando pareció usar a un niño con necesidades especiales para atacar a Catalina de Gales durante la visita de ella a un hospital de caridad. Brown subió en Twitter una foto de Catalina reuniéndose con una niña negra que sufre de acondroplasia con una expresión facial contorsionada y la frase "Que esto sea una lección: las mujeres negras vienen aquí SABIENDO". El tuit fue uno de varios de Brown que afirman que a los niños negros y los animales pequeños no les agrada Catalina y muestran su desaprobación cuando se fotografían con ella. 
En reacción a sus comentarios, los partidarios de la familia real británica publicaron otras fotos positivas de la misma interacción y llamaron a Brown "enojada y amargada" por usar a un niño enfermo para "alimentar una narrativa llena de odio".

## Filmografía
| Películas     | Películas                                | Películas                        | Películas                                          |
| Año           | Título                                   | Papel                            | Notas                                              |
| ------------- | ---------------------------------------- | -------------------------------- | -------------------------------------------------- |
| 2004          | Little Black Book                        | Mandy                            | Debut cinematográfico                              |
| 2005          | The Kid & I                              | Bunny                            | Aparición especial                                 |
| 2005          | La isla                                  | Enfermera Harvest                | Cameo                                              |
| 2006          | Dreamgirls                               | Curtis la secretaria             | Aparición especial                                 |
| 2008          | The Neighbor                             | Recepcionista                    | Aparición especial                                 |
| 2008          | Tropic Thunder                           | Vivica (asistente de Peck)       | Personaje secundario                               |
| 2008          | Merry Christmas, Drake & Josh            | Helen Ophelia Dubois             | Personaje secundario                               |
| 2008          | Meet Dave                                | Vendedora de Old Navy            |                                                    |
| 2009          | N.C.B.S                                  | Esposa en un flashback           | Cortometraje                                       |
| 2009          | Hotel para perros                        | Señora Camwell                   |                                                    |
| 2009          | (500) Days of Summer                     | Secretaria                       |                                                    |
| 2009          | The Ugly Truth                           | Dori                             |                                                    |
| 2010          | Repo Men                                 | Rhodesia                         |                                                    |
| 2013          | Percy Jackson: The Sea of Monsters       | Hermana Gris                     |                                                    |
| 2014          | Yellowbird                               | Ladybug                          | Actriz de voz                                      |
| 2017          | Smartass                                 | Oficial Neesy                    |                                                    |
| 2019          | La dama y el vagabundo                   | Tía Sarah                        |                                                    |
| 2019          | Always a Bridesmaid                      | Pastora Althea Brody             |                                                    |
| 2019          | Avengers: Endgame                        | Phyllis Jenkins                  | Cameo                                              |
| 2020          | Broken Diamonds                          | Cookie                           |                                                    |
| 2024          | Inside Out 2                             | Entrenadora Roberts (voz)        |                                                    |
| Televisión    |                                          |                                  |                                                    |
| Año           | Título                                   | Papel                            | Notas                                              |
|               | That '70s Show                           | -                                | Debut en televisión                                |
|               | 7th Heaven                               | -                                | Aparición especial                                 |
| 2002          | Girlfriends                              | -                                | Aparición especial                                 |
| 2003          | Curb Your Enthusiasm                     | -                                | Aparición especial                                 |
| 2004          | Half & Half                              | Ceci                             | Papel recurrente                                   |
| 2004          | The Big House                            | Eartha Cleveland                 | Papel recurrente                                   |
| 2004-2008     | Drake & Josh                             | Helen Ophelia Dubois             | Papel recurrente                                   |
| 2005          | Hot Properties                           | -                                | Aparición especial                                 |
| 2005          | The War At Home                          | -                                | Aparición especial                                 |
| 2005          | Two and a Half Men                       | -                                | Aparición especial                                 |
| 2005          | That's So Raven                          | Monica                           | Aparición especial                                 |
| 2006          | Pepper Dennis                            | Angela Howell                    | Papel recurrente                                   |
| 2006          | Sleeper Cell                             | -                                | Papel Recurrente                                   |
|               | Malcolm In The Middle                    | Guardia de seguridad             | Aparición especial                                 |
| 2007          | American Body Shop                       | -                                | Invitada                                           |
| 2007          | House                                    | -                                | Invitada                                           |
| 2007          | The Office                               | -                                | Invitada                                           |
| 2007          | Entourage                                | -                                | Invitada                                           |
| 2008          | Merry Christmas, Drake & Josh            | Helen Dubois                     | Personaje secundario                               |
| 2009          | True Jackson, VP                         | Coral                            | Actuación especial                                 |
| 2009          | iCarly                                   | Estudiante de Arte               | Actuación especial                                 |
| 2009          | Community                                | Shirley                          | Rol principal; 99 episodios (2009-2015)            |
| 2011          | Victorious                               | Helen Dubois                     | Un episodio: "El Regreso de Helen"                 |
| 2011          | Chuck                                    | Empleada de Buy More             | Episodio: "Chuck Versus the Hack Off"              |
| 2012–16       | The Soul Man                             | Robyn                            | 4 episodios                                        |
| 2013          | Shake it Up                              | Madame "Clarividente" Tiffany    | Personaje recurrente                               |
| 2013          | Once Upon a Time                         | Ursula                           | Un episodio: "Ariel"                               |
| 2014          | Psych                                    | Hazel Lazarus                    | Episodio: "A Touch of Sweevil"                     |
| 2014          | Melissa & Joey                           | Calista                          | Episodio: "I'll Cut You"                           |
| 2014          | BoJack Horseman                          | Beyoncé, peatón (voz)            | Episode: "Our A-Story is a 'D' Story"              |
| 2015          | Harvey Beaks                             | M.O.M. (voz)                     | Episodio: "Randl's Scandl"                         |
| 2015          | Game Shakers                             | Helen Dubois                     | Un episodio: "Pequeños pepinillos"                 |
| 2015-2017     | The Odd Couple                           | Dani                             | Personaje recurrente                               |
| 2015–presente | DC Super Hero Girls                      | Amanda Waller (voz)              | 25 episodios                                       |
| 2015          | New Looney Tunes                         | Rhoda Roundhouse (voz)           | 2 episodios                                        |
| 2016          | The Young and the Restless               | Lois Thompson                    | 3 episodios                                        |
| 2016          | Rizzoli & Isles                          | Agente CJ Prescott               | Invitada                                           |
| 2016          | Bunnicula                                | Mrs. Varney (voz)                | Episodios: "Walking Fish" & "Lucky Vampire’s Foot" |
| 2016          | Star vs. the Forces of Evil              | Brigid (voz)                     | Un episodio: "Star vs. Echo Creek"                 |
| 2016–presente | Elena of Avalor                          | Luna (voz)                       | 15 episodios                                       |
| 2017          | Dr. Ken                                  | Amy                              | Episodio: "A Day In The Life"                      |
| 2017          | Regular Show                             | Seer (voz)                       | Episodio: "Meet The Seer"                          |
| 2017          | SuperMansion                             | Portia Jones/Zenith (voz)        | 8 episodios                                        |
| 2017          | Penn Zero: Part-Time Hero                | Boat Maria (voz)                 | 3 episodios                                        |
| 2017          | The Mayor                                | Dina Rose                        | Papel principal                                    |
| 2017          | Be Cool, Scooby-Doo!                     | Jueza (voz)                      | Episodio: "The People vs. Fred Jones"              |
| 2017          | Lego Star Wars: The Freemaker Adventures | Lieutenant Valeria, Pilots (voz) | 9 episodios                                        |
| 2017          | The New Edition Story                    | Shirley Bivins                   | 3 episodios                                        |
| 2017          | Puppy Dog Pals                           | Daisy (voz)                      | Episodio: "History Mystery"                        |
| 2018–19       | Mom                                      | Nora                             |                                                    |
| 2018          | Talking Dead                             | Presentadora                     | 7ª temporada, Episodio 9                           |
| 2018          | El show de Tom y Jerry                   | Momma Mockingbird (voz)          | Episodio: "To Kill A Mockingbird"                  |
| 2019          | RuPaul's Drag Race All Stars             | Guest judge                      | 4ª temporada, episodio 5                           |
| 2019          | Weird City                               | Glail                            | Episodio: "Below"                                  |
| 2019          | The Loud House                           | Mayor Davis (voz)                | 2 episodios                                        |
| 2019          | A Black Lady Sketch Show                 | Jueza                            | Episodio: "Born at Night, But Not Last Night"      |
| 2019          | What Just Happened??! with Fred Savage   | Ella misma                       | Episodio: "Family"                                 |
| 2020          | It's Pony                                | Mrs. Dunscomb (voz)              | Rol secundario                                     |
| 2020          | Will & Grace                             | Ru                               | Episodio: "New Crib"                               |
| 2020          | The Chicken Squad                        | Captain Tully (voz)              | [ 6 ]                                              |
| 2020          | The Masked Singer                        | Judge                            | Temporada 3, Episodio 11                           |
| 2020          | Gentefied                                | Doctor Macer                     | Episodio: "Delfina"                                |
| 2020          | The Big Fib                              | Presentadora                     |                                                    |
| 2020          | Crossing Swords                          | Sgt. Meghan (voz)                | 4 episodios                                        |